# Rozalén del Monte
Rozalén del Monte ist eine Gemeinde (municipio) und ein Dorf mit 54 Einwohnern (Stand: 2024) in der Provinz Cuenca in der Autonomen Region Kastilien-La Mancha. 

## Lage
Rozalén del Monte liegt etwa 55 Kilometer westsüdwestlich von Cuenca in einer Höhe von ca. 875 m.

## Bevölkerungsentwicklung
| 1970 | 1981 | 1991 | 2001 | 2011 | 2021 |
| ---- | ---- | ---- | ---- | ---- | ---- |
| 303  | 218  | 162  | 112  | 81   | 60   |

## Sehenswürdigkeiten

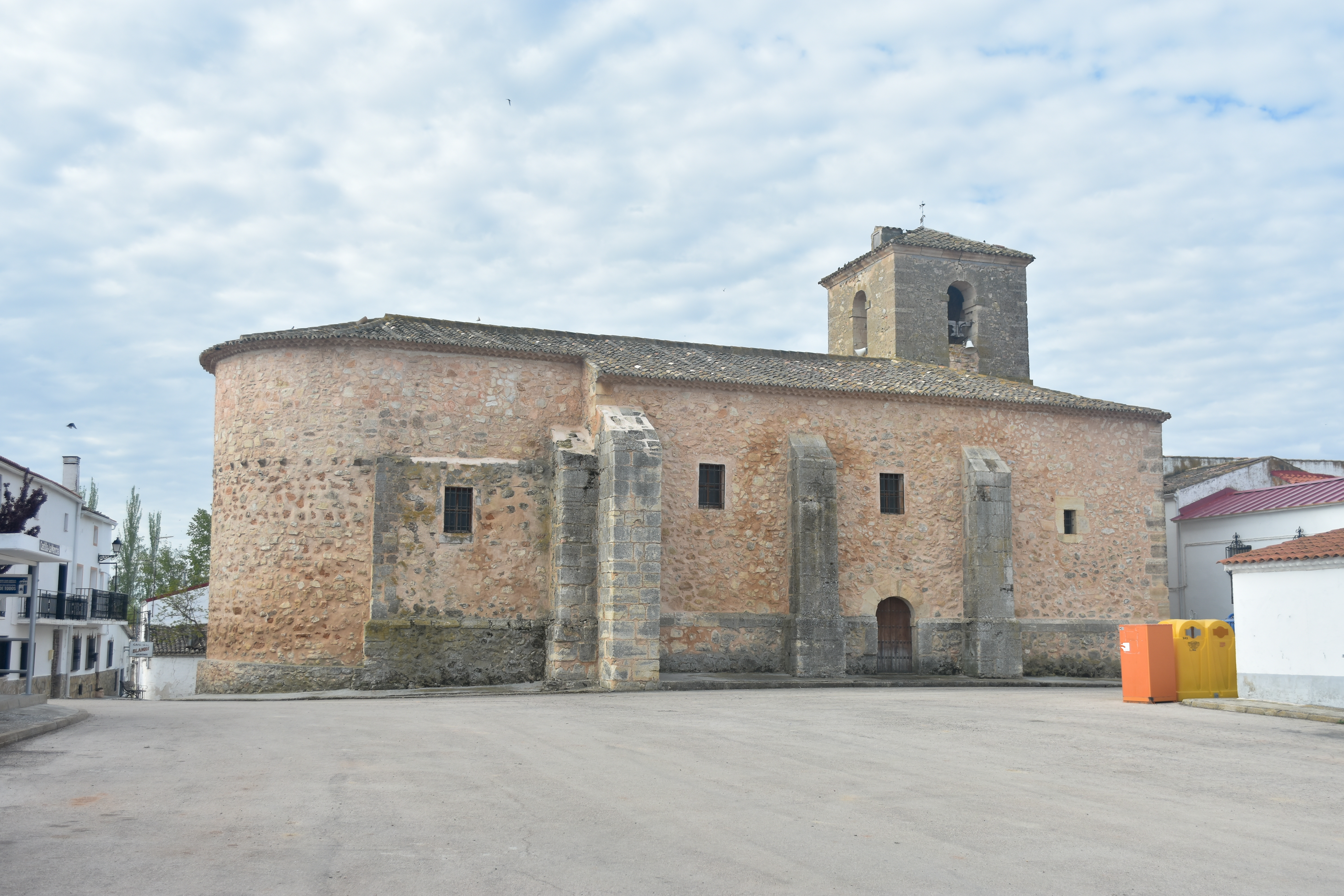
Barnabaskirche
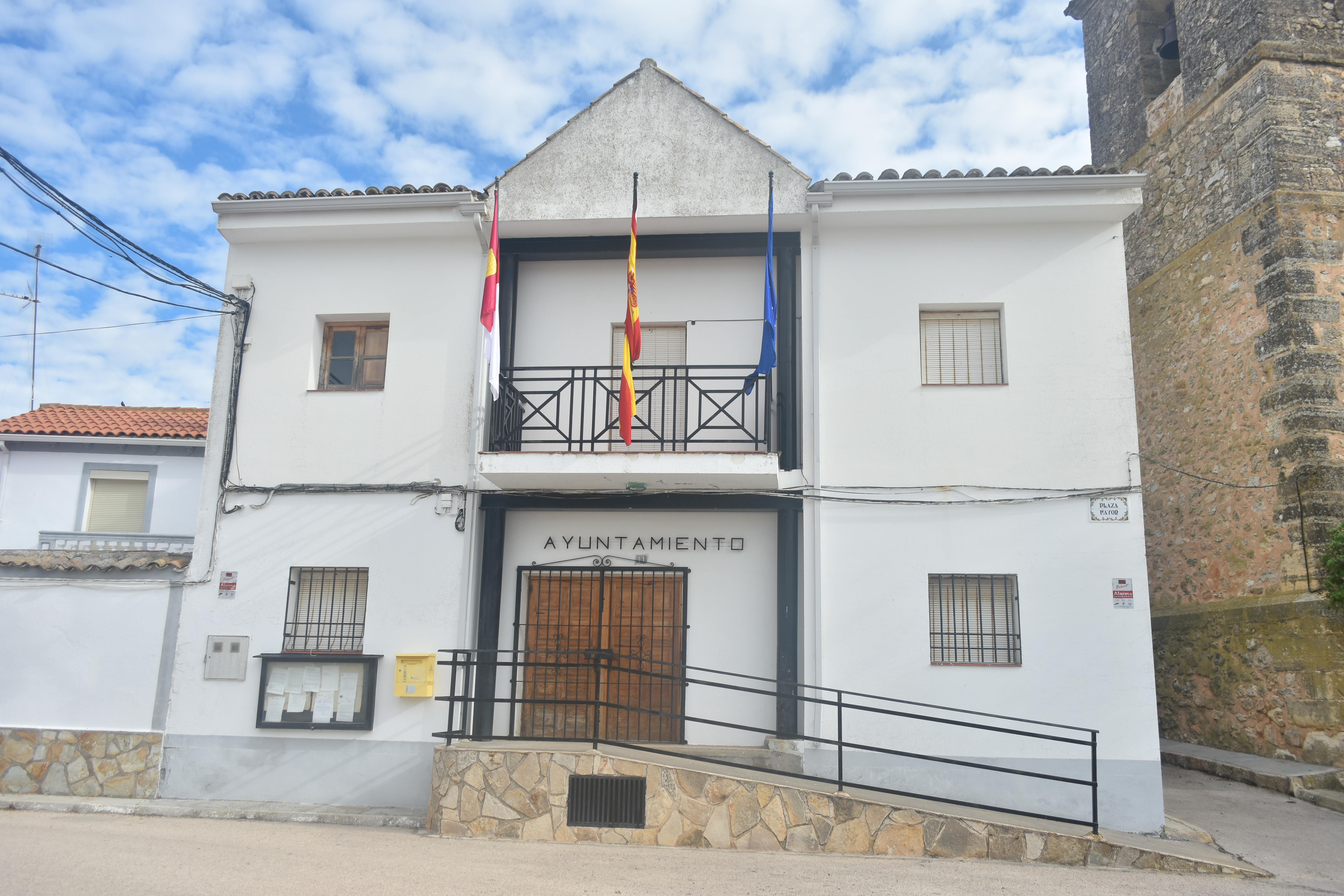
Rathaus

- Barnabaskirche
- Rathaus